# Възнесение Господне (Шипша)
„Възнесение Господне“ (на гръцки: Ιερά Μονή Αναλήψεως) е православен женски манастир край македонския град Драма, Гърция, част от Драмската епархия на Вселенската патриаршия.
Манастирът е разположен в селото Шипша (Таксиархон) в източните склонове на планината Боздаг, северно от Драма. Основан е в 1930 година от монаха от Понт Георгий Карслидис (1901 - 1959), който е погребан в манастира и обявен по-късно за светец. През 70-те години с усилията на митрополит Дионисий Драмски е изграден и осветен нов манастир. Сестринството се занимава с ръчна изработка на икона, златна бродерия, плетене и свещолеене.